# 이경수 (배우)
이경수(1979년 12월 31일 ~ )은 대한민국의 뮤지컬배우이다.

## 학력
- 1999년~2004년 서울예술대학 연극과

## 경력
- 2005년 5월~2008년 1월 극단 시키 단원

## 출연 작품

### 연극
- 2002년 연극 《줄리어스 시저》

### 뮤지컬
- 2006년~2007년 《라이온 킹》 - 심바 역
- 2007년 《라이온 킹》 - 심바 역
- 2008년 《지붕위의 바이올린》
- 2009년 《두 번째 태양》 - 찬솔 역
- 2010년 《미스 사이공》 - 투이 역
- 2011년 《햄릿》 - 호레이쇼 역
- 2012년~2013년 《셜록홈즈 - 앤더슨가의 비밀》 - 아담 앤더슨 역
- 2013년 《블랙메리포핀스》 - 한스 역
- 2013년~2014년 《고스트》 - 칼 브루너 역
- 2016년~2017년 《블랙메리포핀스》 - 한스 역
- 2019년 《여명의 눈동자》 - 장하림 역
- 2019년 《1976 할란 카운티》 - 배질 역
- 2019년 《세종, 1446》 - 전해운 역
- 2020년 《여명의 눈동자》 - 장하림 역
- 2021년 《스웨그 에이지 : 외쳐, 조선!》 - 십주/자모 역
- 2021년~2022년 《멸화군》 - 중림 역
- 2021년 《블랙메리포핀스》 - 한스 역
- 2022년 《PIP 위대한 유산》 - 조 역
- 2022년 《어차피 혼자》 - 육기자 역
- 2023년 《윌리엄과 윌리엄의 윌리엄들》 - 윌리엄 사무엘 아일랜드 역
- 2023년 《스웨그 에이지 : 외쳐, 조선!》 - 십주/자모 역

### 영화
- 2021년 《2021 스웨그 에이지 : 외쳐, 조선!》 - 십주 역